# Colțea Bukarest
Colțea Bukarest war ein rumänischer Fußballverein aus Bukarest. Er nahm in der romantischen Ära des rumänischen Fußballs an den Turnieren um die rumänische Fußballmeisterschaft teil. Ein Ableger des Vereins, Colțea Brașov, gewann im Jahr 1928 die rumänische Meisterschaft.

## Geschichte
Colțea Bukarest wurde im Jahr 1913 von Studenten gegründet und war der erste Fußballverein in Bukarest, der ausschließlich rumänische Mitglieder hatte. Da seinerzeit die bereits bestehenden Bukarester Vereine Olympia Bukarest, Colentina Bukarest, Bukarester FC und Cercul Atletic Bukarest von ausländischen Arbeitern gegründet und dominiert wurden, entschlossen sich vier Studenten aus der Bukarester Innenstadt (Colțea) – teils von Nationalstolz getrieben –, einen neuen Verein zu gründen. Ab 1915 nahm die neue Mannschaft stets an den Turnieren um die rumänische Meisterschaft teil, ohne in den Titelkampf eingreifen zu können.
Nach Vergrößerung des rumänischen Staatsgebiets durch den Vertrag von Trianon im Jahr 1920 gründete Colțea einen Ableger in Brașov, der unter dem Namen Colțea Brașov im Jahr 1928 die rumänische Meisterschaft erringen konnte. Außerdem wurde ein Ableger in Ploiești etabliert. Colțea Bukarest selbst gelang es nach Änderung des Modus im Jahr 1921 nicht mehr, sich für die Endrunde um die Meisterschaft zu qualifizieren, da die Konkurrenz innerhalb Bukarests zu stark war. Die Mannschaft spielte fortan in der regionalen Liga Bukarests – bis auf die Saison 1937/38, als sie in der Divizia C spielte.
Nach Ende des Zweiten Weltkriegs wurde der Verein aufgelöst.

## Stadion
Colțea Bukarest trug seine Heimspiele zunächst auf dem Platz Sf.Elefterie aus, wo sich heute die Bukarester Messe befindet. Später wurden Heimspiele auch auf den Plätzen Pleșoianu und Bolta Rece (Heimstätte des Bukarester FC und von Olympia Bukarest) ausgetragen.